# Юссуф Траоре (буркінійський футболіст)
Юссуф Траоре (фр. Youssouf Traoré, нар. 11 травня 1967) — буркінійський футболіст малійського походження, нападник.

## Ігрова кар'єра
Народився в Малі і починав грати у футбол на батьківщині за клуб «Джоліба».
У 1987 році він переїхав до Буркіна-Фасо, де став грати за клуб «Етуаль Філант», з яким чотири рази виграв національний чемпіонат (1988, 1990, 1993, 1994) і тричі Кубок Буркіна-Фасо (1988, 1990, 1993).
1994 року, після недовгих виступів за інший буркінійський клуб УСФА (Уагадугу) перейшов в алжирське «УСМ Айн-Бейда», з яким став фіналістом Кубка алжирської ліги у 1996 році.
Завершив професійну ігрову кар'єру у південноафриканському клубі «КваКва Старз», за який виступав протягом 1996—1997 років.

## Виступи за збірну
Граючи в Буркіна-Фасо, вирішив виступати за її національну команду і 1994 року дебютував в офіційних матчах у складі національної збірної Буркіна-Фасо.
У її складі був учасником Кубка африканських націй 1996 року в ПАР, де зіграв в усіх трьох матчах, а в грі проти Замбії (1:5) забив свій єдиний гол за збірну. Всього протягом кар'єри у національній команді провів у формі головної команди країни 7 матчів, забивши 1 гол.